# Gunn Junhavat
Gunn Junhavat (tiếng Thái: กันต์ ชุณหวัตร, sinh ngày 31 tháng 12 năm 1993) còn có nghệ danh là Gunn, là một diễn viên, người dẫn chương trình và ca sĩ người Thái Lan. Anh được biết đến qua vai diễn Tar trong phim học đường đình đám Tuổi nổi loạn.

## Tiểu sử và học vấn
Gunn Junhavat sinh ngày 31 tháng 12 năm 1993 tại Băng Cốc, Thái Lan.
Anh tốt nghiệp trường trung học thực hành Prasarnmit thuộc Đại học Srinakharinwirot, sau đó tốt nghiệp Cử nhân ngành Công nghệ Âm nhạc trường Đại học Mahidol.

## Các phim đã tham gia

### Phim điện ảnh
| Năm  | Tên gốc                   | Vai                                         | Ghi chú   |
| ---- | ------------------------- | ------------------------------------------- | --------- |
| 2006 | Dorm                      |                                             | Khách mời |
| 2009 | Dear Galileo              | Angun                                       | Vai phụ   |
| 2011 | SuckSeed                  | Tem Impact (ca sĩ chính của ban nhạc Arena) | Vai phụ   |
| 2012 | Mother                    |                                             | Vai chính |
| 2012 | Band Next Door            | Tem Impact                                  | Phim ngắn |
| 2013 | The Cure                  |                                             | Vai chính |
| 2013 | SuckSeed GTH Side Stories | Tem Impact                                  | Vai phụ   |
| 2019 | Tootsies and The Fake     |                                             | Khách mời |

### Phim truyền hình
| Năm  | Tên gốc                                 | Tên tiếng Việt    | Vai            | Đài               |
| ---- | --------------------------------------- | ----------------- | -------------- | ----------------- |
| 2010 | Spy The Series                          | Điệp viên         | Tom (Tập 19)   | MCOT HD           |
| 2013 | Hormones: The Series                    | Tuổi nổi loạn     | Tar            | One 31            |
| 2014 | Hormones: The Series 2                  | Tuổi nổi loạn 2   | Tar            | GMM 25 GTH On Air |
| 2014 | ThirTEEN Terrors                        | Ngôi trường ma ám | Turk           | GMM 25 GTH On Air |
| 2015 | Hormones: The Series 3                  | Tuổi nổi loạn 3   | Tar            | One 31 GTH On Air |
| 2017 | Guiding Light: Smile                    |                   | Note           | MCOT HD           |
| 2017 | Miti Sayong Chuea Pen... Mai Chuea Taai |                   | Jack           | GMM 25            |
| 2017 | Love Songs Love Series 2                |                   | Jet            | GMM 25            |
| 2018 | Bang Rak Soi 9/1: Season 2              |                   | Joke           | One 31            |
| 2020 | Cat Radio TV                            |                   | Gun            | Channel 3         |
| 2020 | Quarantine Stories                      |                   | Gia sư (Tập 9) | GMM 25            |
| 2021 | #HATETAG                                |                   | Gunn (Tập 10)  | LINE TV           |
| 2022 | Cat Radio TV 2                          |                   | Gun            | Channel 3         |

### Dẫn chương trình
| Năm  | Chương trình              | Đài                            |
| ---- | ------------------------- | ------------------------------ |
| 2010 | Hang Over Thailand        | Travel Channel Thailand        |
| 2010 | Play Gang Boys Meet Girls | Play Channel                   |
| 2015 | Hang Over Thailand        | One 31                         |
| 2016 | Hang Over Thailand        | GMM 25                         |
| 2017 | Game of Teens             | GMM 25                         |
| 2017 | Love Missions             | LINE TV                        |
| 2021 | Hang Over Thailand        | YouTube channel: Nadao Bangkok |

## Âm nhạc

### Ca khúc
| Tên bài hát                   | Ngày phát hành | Hãng ghi âm |
| ----------------------------- | -------------- | ----------- |
| "ขอพร" (Make a Wish)          | 08/05/2017     | BOXX MUSIC  |
| "ยินดีที่ได้พบ" (Nice To Meet You) | 24/05/2018     | BOXX MUSIC  |
| "ถ้าวันหนึ่ง" (If One Day)        | 08/08/2019     | BOXX MUSIC  |

### Concert
| Năm  | Concert                           |
| ---- | --------------------------------- |
| 2013 | Hormones Day & Night              |
| 2015 | STAR THEQUE GTH 11 Years of Light |

## Sách đã xuất bản
| Tên gốc                | Tên tiếng Anh                     | Ngày phát hành    | ISBN            |
| ---------------------- | --------------------------------- | ----------------- | --------------- |
| Tokyo Unscripted       | Tokyo Unscripted                  | Tháng 3 năm 2016  | 978-616-8009055 |
| ฉันออกเดินทางในวันที่ไม่มีแดด | I Leave On a Day Without Sunshine | Tháng 10 năm 2018 | 978-616-9317807 |
| ฮอกไกโดสีขาว            | White Hokkaido                    | Tháng 10 năm 2019 | 978-616-9317814 |
| I Will Be Back         | I Will Be Back                    | Tháng 10 năm 2020 | 978-616-9317821 |